# Josep Fornas i Martínez
Josep Fornas i Martínez (Barcelona, 19 d'octubre de 1924 - 4 de gener de 2021) fou un editor i polític català, un dels principals col·laboradors del president Tarradellas i impulsor cultural durant el franquisme.

## Biografia
La seva família és originària de l'Alt Millars i el seu germà, Jordi Fornas (1927 - 2011), fou un pintor i artista gràfic. Passà la guerra civil espanyola a Casp i Alcanyís. Després de la guerra va tornar a Barcelona i es graduà a l'Institut Catòlic d'Estudis Socials de Barcelona el 1948. El 1950 es casà amb Clara Prat i Turu, amb qui tingué cinc fills: Jordi (1952), batlle de Gallifa entre el 2011 i el 2013; Rosa (1953); les bessones Núria i Lluïsa (1957), que actualment dirigeix el despatx familiar de l'assessoria fiscal, i Laura (1966).
Treballà per a Ediciones Daimon i va mantenir contactes amb PSUC i Estat Català (mercè la seva amistat amb Josep Planchart i Martori), fins que el 1957 s'afilià a Unió Democràtica de Catalunya. Va mantenir contactes amb Josep Benet, Josep Dalmau, Josep Espar i Ticó, Albert Manent i Jordi Pujol, i va reorganitzar la FNEC. El 1962 viatjà a París i per mediació de Josep Andreu i Abelló conegué Josep Tarradellas i Joan, de qui en serà fidel informador i col·laborador. Col·laborà a Pont Blau i Serra d'Or, i el 1961 participà en els Jocs Florals de l'Alguer, on va rebre el Premi IEC per Estadística de la llengua catalana. També participà en la Difusora Editorial Catalana amb Jordi Úbeda i Bauló i Josep Espar i Ticó, i amb altres editorials com Claris, Pòrtic i L'Arc de Berà. Del 1960 al 1976 col·laborà amb el President de la Generalitat de Catalunya a l'exili Josep Tarradellas
El 1976 es va afiliar a Esquerra Republicana de Catalunya i amb Heribert Barrera la va reorganitzar a l'interior. Representà aquest partit a l'Assemblea de Catalunya al Consell de Forces Polítiques de Catalunya i a l'Organisme Consultiu de la Generalitat. Fou candidat d'ERC a les eleccions generals espanyoles de 1977, però no fou escollit. Sí que fou escollit diputat per la circumscripció de Barcelona a les eleccions al Parlament de Catalunya de 1980. Fou el president del grup parlamentari d'ERC, també va ser membre de la Diputació Permanent al Parlament de Catalunya, vicepresident de la Comissió d'Indústria, Energia, Comerç i Turisme, Secretari de la Comissió d'Economia, Finances i Pressupost i vicepresident de la Comissió d'investigació sobre un possible dèficit en els serveis transferits de la Seguretat Social. Un cop acabà la legislatura, el 1984, es retirà de la política.
Durant els anys 1950 i 1970 va recollir un fons bibliogràfic i cartells de propaganda de la Segona República Espanyola que el 1985 va cedir al Parlament de Catalunya. També és soci de l'Ateneu Barcelonès.
L'abril de 2010 fou guardonat amb la Creu de Sant Jordi per part de la Generalitat de Catalunya. També la Fundació Irla (2010) i el Centre d'Estudis Vilassarencs i l'Ajuntament de Vilassar de Mar (2016) li han dedicat homenatges.